# Зуева, Александра Игоревна
Александра Игоревна Зуева (род. 5 июля 1994) — российская синхронистка. Член Сборной команды РФ по синхронному плаванию, Заслуженный мастер спорта России, восьмикратная чемпионка мира, трехкратная чемпионка XXVII Всемирной Летней Универсиады в Казани и многократная чемпионка Европы.

## Спортивная карьера
Выступала за «Юность Москвы», сборную команду России по синхронному плаванию.
В сборной команде России с 2010 по 2014 год. Чемпионка мира (2011 — дуэт (техническая, произвольная); 2011, 2013 — группа (техническая, произвольная), комбинация). Чемпионка Европы (2010 — группа, комбинация; 2012 — дуэт). Победительница Всемирной Универсиады (2013 — группа, комбинация).

## Награды и звания
- Заслуженный мастер спорта России (2011)[1].
- Мастер спорта России международного класса[2]
- Почётная грамота Президента Российской Федерации (19 июля 2013 года) — за высокие спортивные достижения на XXVII Всемирной летней универсиаде 2013 года в городе Казани[3]